# Apogon americanus
Apogon americanus es una especie de pez de la familia de los apogónidos en el orden de los perciformes.

## Morfología
Los machos pueden alcanzar los 10,1 cm de longitud total.

## Distribución geográfica
Es endémico de Brasil.